# Битва на реке Сити
Битва на реке Сити, или Ситская битва, — сражение, произошедшее 4 марта 1238 года между войском владимирского князя Юрия Всеволодовича и корпусом Бурундая. Одно из центральных событий Западного (кипчакского) похода монголов (1236—1242) и монгольского нашествия на Русь (1237—1240), в частности, одно из ключевых сражений монгольского похода на Северо-Восточную Русь (1237—1238).

## Предыстория
После взятия монголами Рязани, поражения владимирского войска под Коломной и вторжения монголов во Владимиро-Суздальское княжество Юрий оставил в столице семью и гарнизон под командованием Петра Ослядюковича и ушёл в леса около реки Сить (северо-запад современной Ярославской области России), где был назначен новый сбор войск.
После взятия Владимира 7 февраля 1238 года основные силы монголов направились через Юрьев-Польский и Переславль-Залесский на Тверь и Торжок, а второстепенные силы под командованием темника Бурундая были направлены на поволжские города — владения племянников Юрия Константиновичей, которые увели свои войска на Сить. Лаврентьевская летопись говорит, что Юрий ожидал на Сити полки братьев Ярослава, который в 1236 году занял Киев, оставив сына Александра наместником в Новгороде, и Святослава, однако, в числе участников битвы Ярослав не упоминается.

## Датировка
Традиционно сражение датируется 4 марта, когда в Шернском лесу уже был убит пленный Василько ростовский. Однако, исследователи обратили внимание на расстояние от места битвы до Шернского леса (около 100 км или три конных перехода в зимних условиях) и отнесли дату битвы к последним числам февраля или первым числам марта 1238 года. Подобный расчёт с датой 1 марта встречается и в публицистике.

## Ход битвы
Монгольский корпус под командованием Бурундая, в течение трёх недель после взятия Владимира покрыв расстояние примерно вдвое больше, чем за то же время преодолели основные монгольские силы, во время осады последними Твери и Торжка подошёл к Сити со стороны Углича. Владимирское войско не успело изготовиться к битве (за исключением сторожи численностью 3000 человек под руководством воеводы Дорофея Семёновича), было окружено и почти полностью погибло или попало в плен. Князь Юрий погиб вместе с войском, его голова была отрублена и преподнесена в дар Батыю. Погиб ярославский князь Всеволод Константинович. Захваченный в плен ростовский князь Василько Константинович был убит 4 марта 1238 года в Шернском лесу. Святославу Всеволодовичу и Владимиру Константиновичу Угличскому удалось спастись.

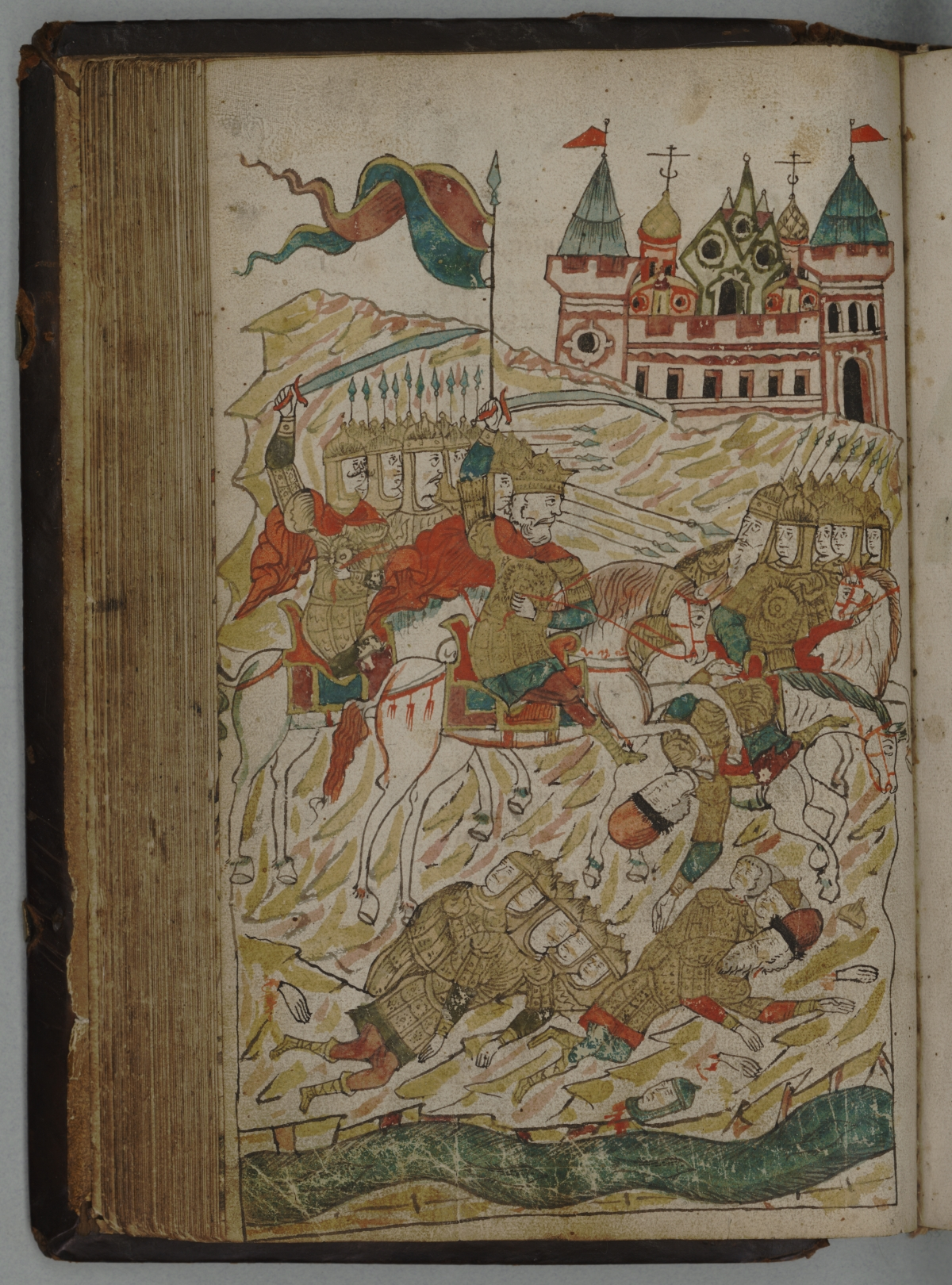
Битва на реке Сить, гибель благоверного князя Юрия II, миниатюра из Жития Ефросинии Суздальской, XVII в.

События, происходившие на реке Сити, наиболее подробно описаны в Лаврентьевской летописи. В. Л. Комарович провёл текстологический анализ летописи и на его основании попытался определить ход битвы.
Отмечая компилятивный характер немногословного и сведённого из двух источников (ростовский и Юрьев своды) рассказа летописца о Ситском сражении, историк отмечает, что монголо-татары целенаправленно искали князя Юрия Всеволодовича, так как «погнашася по Юрьи по князи на Ярославль» сразу после взятия города Владимира. Затем летописец следует за событиями и описывает, что великий князь Юрий Всеволодович не смог собрать достаточных сил для сражения, так как «жда брата своего Ярослава, и не бе его». Князь Святослав Всеволодович успел подойти со своей дружиной. Великий князь «повеле воеводе своему Жирославу Михайловичу совокупляти воинство и окрепляти люди, и готовитися на брань», а также послал трехтысячный отряд Дорожа «пытати Татаръ», но эти меры предосторожности были запоздалыми: «Княз же Юрьи посла Дорожа в просики в трех тысячах мужь и прибежа Дорож, и реч: а оуже, княже, обошли сут нас около Татары».
Монголо-татарские основные силы во главе с Бурундаем от Ростова повернули прямо на север, на Углич, видимо, располагая сведениями о месте нахождения русских дружин. Утром 4 марта татарские авангарды подошли к реке Сити.

«Нача князь полки ставити около себя, и се внезапу татарове приспеша, князь же не успев ничто же, побеже», — сообщает летописец. Но сражение, несмотря на численное превосходство татар и внезапность нападения, было упорным: «поидоша противу поганым и сступишася обои, и бысь сеча зла». Яростное сопротивление русских дружин было сломлено излюбленным приёмом татар: рассекая дружины противника на части, они окружали и истребляли врага. Не выдержав нападения, русские полки «побегоша пред иноплеменники». Преследовавшие русских воинов конные татары были беспощадны: «Убиен быс великии князь Юрий Всеволодич на рице на Сити и вой его мнози погибоша». Более подробно в русских летописях битва не отражена.
Восточные источники более лаконичны. Персидский учёный-энциклопедист Рашид ад-Дин, не уделяя битве на Сити особого внимания, при обобщении сведений, касающихся истории монголов, в труде Та’рих-и Газани («Газанова летопись»), описал её как обычную погоню за бежавшим и прятавшимся в лесах князем: «Князь же той страны Георгий старший», — пишет Рашид ад-Дин, — «убежал и скрылся в лесу; его также взяли и убили». Хронист описывает Коломенскую битву, где ранее участвовало владимирское войско (бой с «эмиром Урманом»), как самую значительную за нашествие.

## Археологические изыскания и исследования
Дореволюционные исследования курганов в Ярославской области проводились с середины XIX века, но несмотря на значительные успехи археологического изучения Ярославского края, в этот период были найдены только 2 наконечника типичных татаро-монгольских стрел, датируемых не ранее начала XV века. В советской историографии события, связанные с битвой великокняжеских владимирских войск с Батыем на Сити, не были предметом специального исследований, этим вопросом занимались в большинстве случаев краеведы. Лишь в 1932—1933 годах была совершена исследовательская экспедиция в составе Средневолжской археологической экспедиции АИМК под руководством П. Н. Третьякова, обследовавшая курганы на Сити. Учёные пытались восстановить детали сражения, используя археологические исследования: уточнить место расположения войск и ход боя; проверить сведения, содержащиеся в летописях; соотнести археологические находки и топонимику местности. Несмотря на то, что перед историками были одни и те же свидетельства (или их отсутствие), результаты исследований трактовались по-разному.
Восстановить события на реке Сить впервые пытался русский историк М. П. Погодин. Приехав на предполагаемое место битвы в 1848 году, он обследовал курганы, в которых, по его мнению, могли находиться останки воинов. На основании расспросов старожилов и обследования курганных групп учёный назвал в качестве места битвы великокняжеских полков с монголо-татарами окрестности село Боженки в верховьях Сити (Кашинский уезд, на границе Ярославской и Тверской губерний).

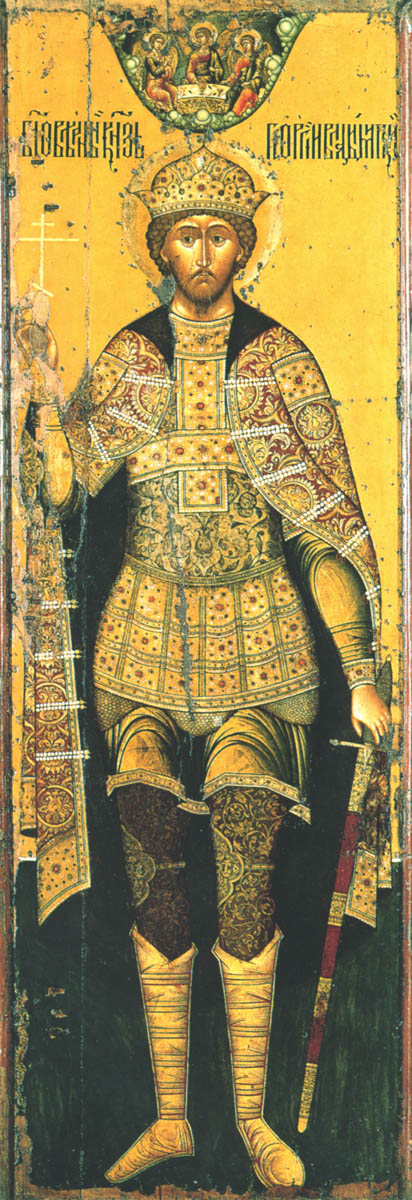
Икона Юрия Всеволодовича, 1645 г.

А. И. Преображенский, обследовавший курганы Сити в 1853 году возле села Покровского, публикует данные о невысоких насыпях, соединённых между собой земляным валом. По свидетельствам местных жителей, они находили в этом месте «человеческие кости и старинное оружие». Учёный счёл насыпи остатками военных укреплений.
Ф. Я. Никольский обследовал окрестности сражения в 1859 году. Он описал могильные насыпи и различного рода земляные укрепления на берегах Сити от устья до середины реки. Учёный также опрашивал старожилов и по их рассказам отмечал, что возле села Покровского ему показывали «земляные городки» и «по местному преданию», там был «убит великий князь Юрий Всеволодович».
И. Е. Троицкий полагал, что место битвы при Сити — это Кашинский уезд Тверской губернии. Историк считал, что битва проходила в районе селения Могилицы и простиралась до сёл Красное и Боженки в Тверской губернии. По его мнению, сражение «занимало большое пространство около реки Сити; даже и ныне в некоторых местах, например, около села Новаго, находят кресты и остатки бранных орудий; находят их и около сел Байловского, Семеновского и Покровского».
Подробное описание курганов на берегах Сити составил Николай Павлович Сабанеев, в 1864 бывший председателем «Общества исследования Ярославской губернии в естественно-историческом отношении». Он руководил раскопками 24 курганов и считал остатками городища группу из 9 курганов на левом берегу к северо-востоку от села Покровского. Исследователь также отмечал, что были найдены останки в курганах под деревнями Игнатово и Мерзлеево, на которых «очень ясно видны следы холодного оружия: у некоторых кости перерублены, у других черепа несут ясные следы сильных проломов и разсеков, и, наконец, у третьих между ребрами находили перержавевшие лезвия небольших железных ножей».
По мнению русского археолога В. И. Лествицына, главное сражение происходило у села Станилова (современный Некоузский район Ярославской области), а возле села Боженки (верховья Сити) сохранились курганы, в которых захоронили воинов Дорожа. Его версия основана на рассказах местных старожилов, основанных на народном предании, связанных с похоронами убитого Юрия Всеволодовича.
Против характеристики ситских курганов, как имевших «боевое значение», выступил Л. К. Ивановский. В 1881 году он вступил в полемику с учёными, утверждая, что курганы не имели отношения к военным действиям и относятся к X—XI векам, так как насыпей и валов в то время делать было некогда и несподручно в такое время года. Учёным были раскопаны 150 курганов и обнаружено много ранних захоронений «мирной мери и веси». В выводах историка отсутствовали данные о группах курганов, также он не упоминал о тех курганах, которые обследовал Сабанеев. Но его выводы были приняты научным сообществом и привели к тому, что историками курганы Сити и остатки земляных укреплений не стали связываться с битвой на Сити. Место и ход сражения Юрия Всеволодовича с татарами впоследствии исследователи пытались уточнять, базируясь на материалах топонимики и местных преданий.
Обследуя курганы в 1887 году, исследователь нижегородского края А. С. Гациский определил, что «Боженковская группа» курганов имеет «чисто этнографический характер». Курганы, исследованные Покровским, он не упоминает, а свою работу строит на «памяти народной, преданиях и географических названиях», определяя место битвы в окрестностях села Боженки, а преследование отступающих русских дружин — до селений Станилова и Юрьевского.
В 1932—1933 гг. курганы на Сити были обследованы отрядом Средневолжской археологической экспедиции АИМК под руководством П. Н. Третьякова. В отчёте отражено состояние курганных групп на момент их исследования: в районе имеются курганы, датируемые началом XIII века, также отмечено, что большинство курганов раскопано или распахано.
Ситуация с археологическими изысканиями изменилась в 2005—2006 годах, когда Институт археологии РАН проводил раскопки в Ярославле на Стрелке, между Которослью и Волгой, где позднее был воздвигнут Успенский кафедральный собор. Находки на месте строительства собора полностью опровергли взгляд на русско-ордынские отношения как на взаимное сотрудничество и отсутствие разрушительных последствий от монголо-татарского набега, а также версию Л. Н. Гумилёва о том, что «богатые приволжские города, находившиеся в составе Владимирского княжества — Ярославль, Ростов, Тверь, Углич и другие — вступили в переговоры с монголами и избежали разгрома».
Археологи обнаружили несколько массовых захоронений, в которых присутствовали останки женщин, мужчин и детей со смертельными ранами от пик, стрел, ножей и прочего оружия. В 2007 году на Стрелке были обнаружены захоронения 18 и 94 человек с травмами от оружия и следами обгорания. Если тела в первом захоронении были найдены в пределах города, то второе находилось за городским валом и охранными башнями. Общее число погибших в 9 раскопах приблизилось к 500. Раскопы производились лишь на 5 % городской территории древнего Ярославля. Новейшие исследования не закрыли вопроса о месте и ходе битвы. Возможно, дальнейшие археологические изыскания смогут закрыть или прояснить их.
Вполне очевидно, что далеко не все курганы (более 500) на реке Сити относятся к периоду Ситской битвы, но многочисленные находки и археологические раскопки говорят о том, что где бы ни происходила битва, преследование и избиение русских дружин имело, вероятно, довольно большую территорию, и часть курганов могут хранить неожиданные открытия.

## Последствия

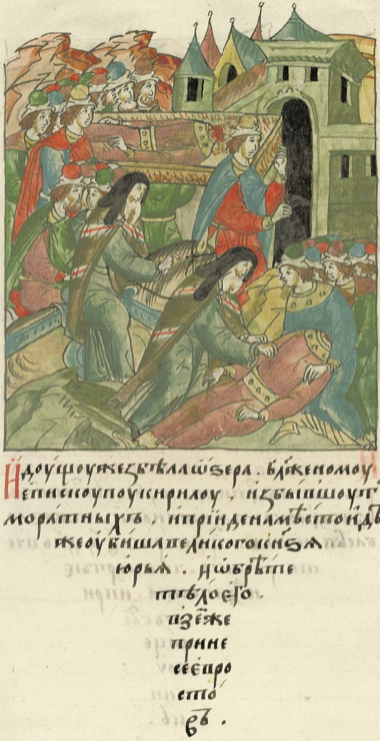
Епископ Кирилл находит обезглавленное тело великого князя Юрия на поле сражения на реке Сить, Лицевой летописный свод, XVI в.

Поражение русских войск сломило сопротивление князей Северо-Восточной Руси монгольскому нашествию и предопределило попадание Северо-Восточной Руси в зависимость от Монгольской империи.
После гибели великого князя Юрия великокняжеский престол занял его брат, князь переяславский Ярослав Всеволодович, под прямым контролем которого оказались Владимирское княжество и Переяславль-Залесское княжество.
Войско Бурундая оказалось ослабленным после битвы («великую язву понесли, пало и их немалое множество»). В целом, силы монгольских войск оказались значительно подорваны после разорения Рязанского и Владимиро-Суздальского княжеств и в преддверии похода на Новгород.
Ситская битва в летописях и литературе
- В Лаврентьевской летописи Ситская битва упоминается дважды.
- В Новгородскую первую летопись старшего и младшего изводов вошли: «Сказание о разорении Рязани Батыем» (наиболее древняя версия рассказа рязанской летописи), сведения из владимирского и ростовского источников (рассказ о взятии Владимира) и устные рассказы современников[23].
- В Ипатьевской летописи, как южном варианте повести о нашествии и событиях на далеком северо-востоке Руси, отражался текст «Летописца Даниила Галицкого» (составлялся в 1245—1249 годах). Летописец кратко описывает события нашествия, более подробно отражая взятие Владимира и Козельска.
- Сражение упоминается в Пермской летописи: «И сступишася обои полцы и бысть сеча злая и великая и побегоша перед иноплеменниками. И ту убиен бысть великий князь Юрий Всеволодович на реце на Сити и вся его много побйша». (Вологодско-Пермская летопись)[24].
- Летописец Троицкой летописи говорит о разорительном набеге монголо-татаров в 1238 году: «Несть места идеже не повоеваша, и на всей стране Ростовской и Суздальской земле взяша городов четыренадесять, опричь слобод и погостов в один месяц февраль…»[24].
- Сведения о сражении есть в Ипатьевской летописи[23].
- В дореволюционных литературных источниках Ситская битва отражена в сочинении К. Бестужева-Рюмина «О злых временах татарщины и о страшном Мамаевом побоище»[25] и в «Очерках Моложского уезда» С. А. Мусина-Пушкина[26]. Позднее Ситской битве посвящено немало статей краеведческого и иного содержания.

## Память
В Ярославской области установлена официальная дата празднования — 4 марта, «День Ситской битвы», она внесена в календарь памятных дат региона. В области претендуют на увековечение памяти о сражении на реке Сить два района.
В Некоузском районе у деревни Лопатино 17 сентября 1980 года возведена памятная стела, в 2005 году появилась рубленая часовня с надписью «Павшим за Святую Русь в 1238 году». К 760-летию битвы администрация Некоузского муниципального округа опубликовала сборник статей — краеведческий альманах. В Брейтовском районе рядом с Семеновским городищем возле деревни Себельское установлена беседка и информационная табличка, в 2017 году по инициативе администрации района началась подготовительная работа по обустройству смотровой площадки, в 2018 году издана книга «Ситская битва 1238 года» к юбилейной дате сражения.
Ежегодно в трёх районах проходят мероприятия в честь павших в Ситском сражении воинов. В феврале 2018 года отмечалась памятная дата — 780 лет Ситской битве.
В марте 2018 года в посёлке городского типа Сонково в Тверской области прошла межрегиональная краеведческая конференция «Ситская битва: эхо ратного подвига», организаторами выступили администрация Сонковского района Тверской области и местный краеведческий центр «Истоки». В ней приняли участие историки из Ярославского государственного университета им. П. Г. Демидова и других вузов страны: доктор исторических наук, профессор Ярославского государственного университета им. П. Г. Демидова Марасанова В. М.; доктор исторических наук, ведущий научный сотрудник Института российской истории РАН Аверьянов К. А.; кандидат исторических наук, доцент Тверского государственного университета Богданов С. В. И другие специалисты. На конференции была отмечена стратегическая важность сражения XIII века, подчёркнуты краеведческие аспекты Ситской битвы, её историческое значение и использование исторического наследия в интересах развития территорий.